# Lübsche Wettern

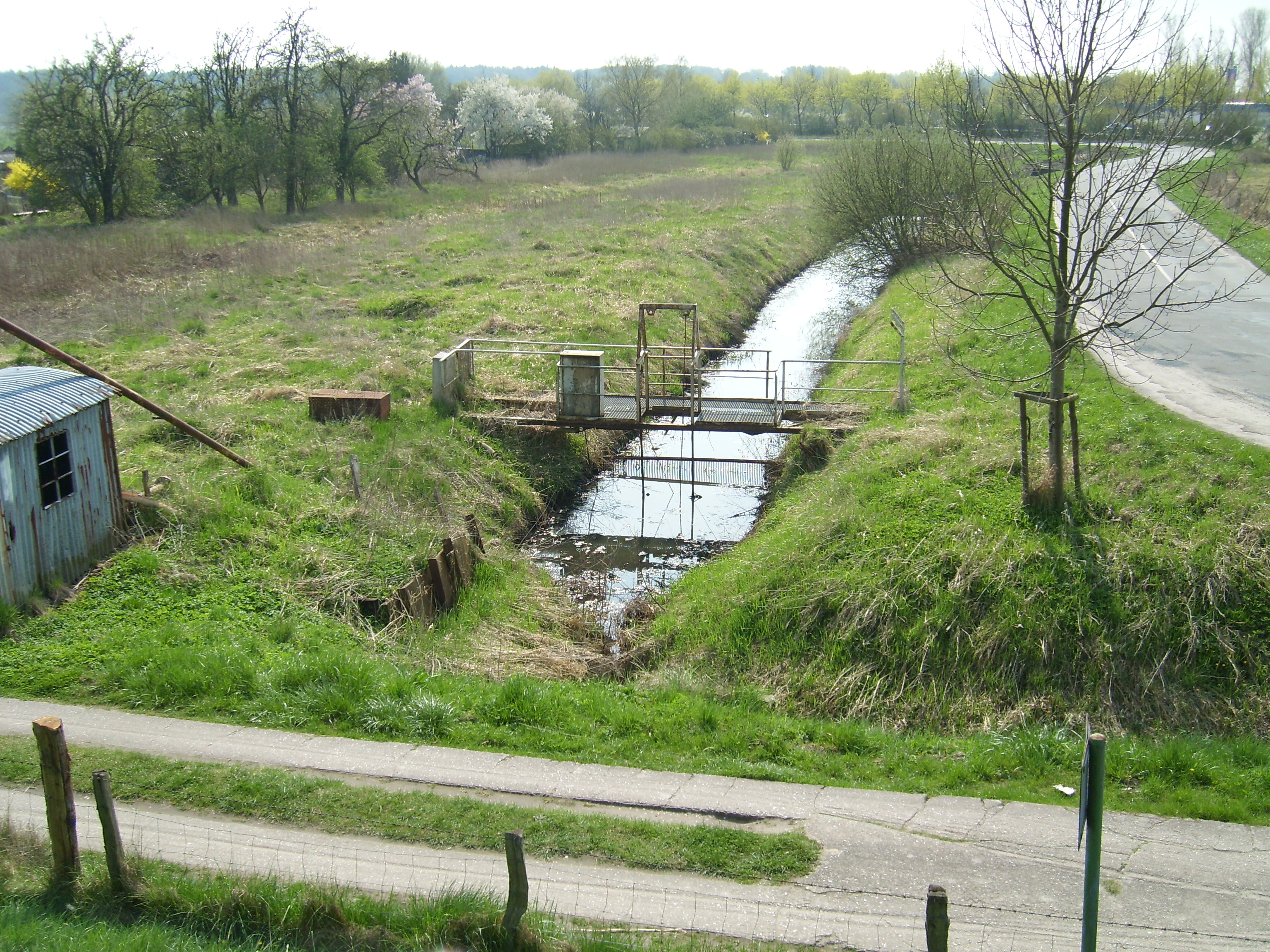
Die Lübsche Wettern an der Georg-Löck-Straße vom Stördeich aus gesehen

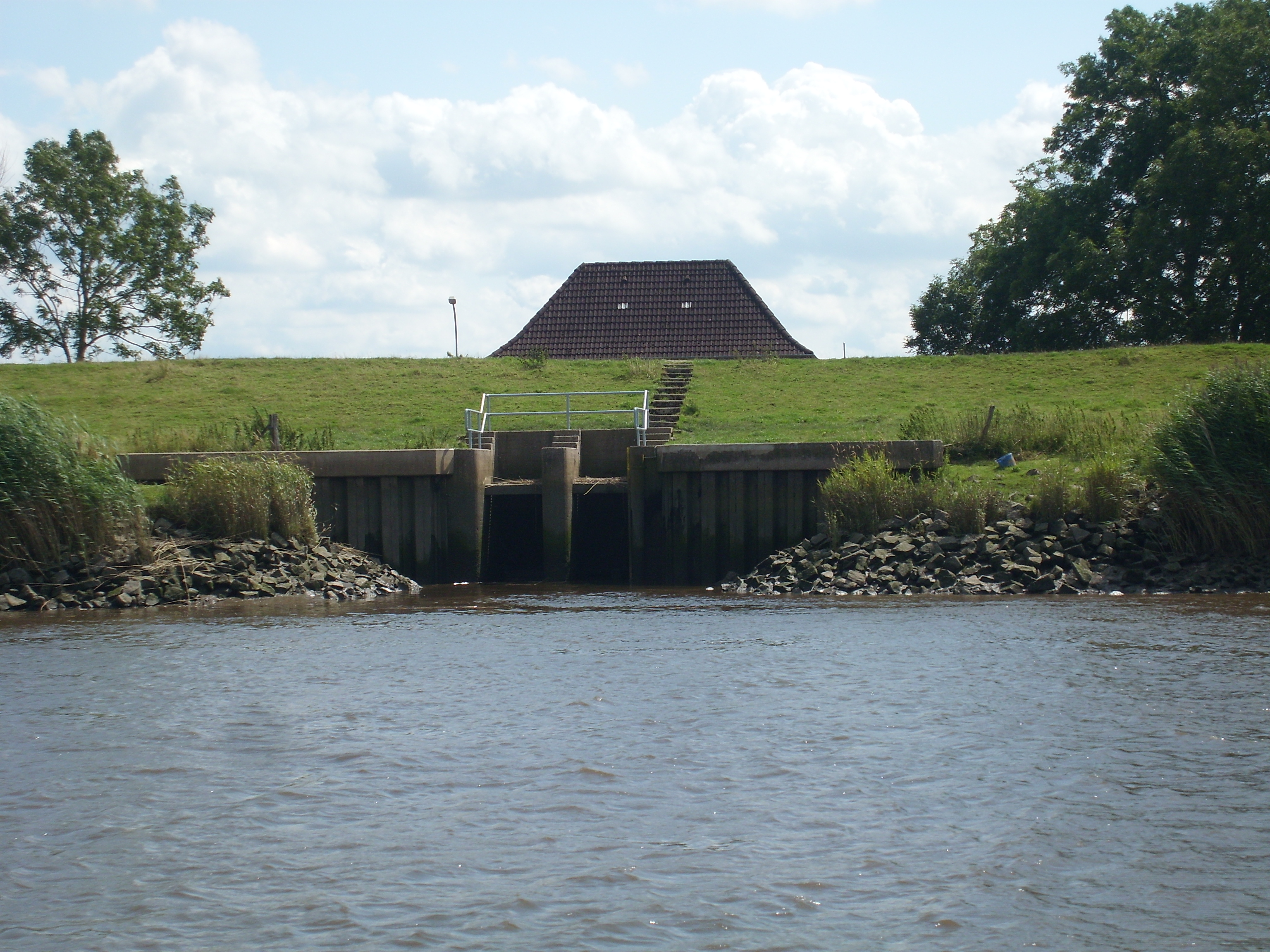
Das Schöpfwerk Heiligenstedten links der Stör, über das auch die Lübsche Wettern entwässert, von der Stör aus gesehen

Die Lübsche Wettern ist eine in Itzehoe links der Stör gelegene Wettern, über die ein Teil der dortigen Störmarsch entwässert wird.

## Verlauf
Der östliche Teil der Wettern verläuft südlich des ehemaligen Alsen-Geländes entlang des Kremper Wegs. Vor der B 77 umrundet sie das heutige Supermarktgelände und unterquert dann verrohrt in nordöstliche Richtung die Straße „Vor dem Delftor“. Auf der anderen Seite verläuft der Graben der Wettern dann entlang der Georg-Löck-Straße bis zum Stördeich.
Der westliche Teil der Lübschen Wettern verläuft von der Trasse der Marschbahn nördlich der Wellenkamper Chaussee durch die Störmarsch nach Westen bis zum Sanddeich und dann entlang der Grenze zwischen Itzehoe und Heiligenstedten bis südlich der B 5.
Die Wettern entwässert schließlich in nordöstliche Richtung durch das Gemeindegebiet von Heiligenstedten und über ein Schöpfwerk in die Stör (Lage).

## Namensherkunft
Der Name kommt von der Stadt Itzehoe, die 1238 das Lübsche Stadtrecht verliehen bekam. Hiernach wurde später auch das seit 1303 zum Itzehoer Stadtrechtsgebiet gehörige Gebiet „Lübscher Kamp“ im heutigen Stadtteil Wellenkamp benannt, dessen Name heute noch im Straßennamen „Lübscher Kamp“ fortbesteht. Nicht zu verwechseln ist die Lübsche Wettern mit der weiter südwestlich gelegenen Lübscher Kamper Wettern, die ebenfalls die linksseitige Störmarsch entwässert.

## Naturnaher Ausbau
Wie bereits 2006 für die Lübscher Kamper Wettern geschehen, sollte auch die Lübsche Wettern streckenweise naturnah ausgebaut werden, um die Biotopfunktion des Gewässers in seinem Uferbereich zu verbessern und durch die damit verbundene Verbreitung des Gewässerquerschnitts auch das Wasserrückhaltevermögen in dem betreffenden Gewässerabschnitt zu erhöhen. Nach länger dauernden Abstimmungen mit dem Sielverband Heiligenstedten in den Vorjahren wurden diese Pläne im Sommer 2009 umgesetzt und der über einen Kilometer lange Abschnitt der Wettern zwischen Sanddeich und der Bahntrasse verbreitert.